# Azimut (Perigeo)
Azimut è il primo album dei Perigeo pubblicato nel 1972. I brani del disco furono registrati presso lo Studio D della RCA S.p.A.

## Tracce
Parole e musica di Giovanni Tommaso
Lato A
1. Posto di non so dove – 6:12
2. Grandangolo – 8:22
3. Aspettando il nuovo giorno – 3:55

Lato B
1. Azimut – 7:18
2. Un respiro – 1:30
3. 36º parallelo – 9:51

## Formazione
- Giovanni Tommaso - contrabbasso ad arco, basso, arrangiamenti, voce (brani: Posto di non so dove e Un respiro)
- Claudio Fasoli - sassofono soprano, sassofono alto
- Franco D'Andrea - pianoforte, pianoforte elettrico
- Tony Sidney - chitarra elettrica
- Bruno Biriaco - batteria, percussioni

Note aggiuntive
- Gianni Oddi - assistente musicale
- Sergio Patucchi - fonico e tecnico del re-recording